# Omoto
Omoto (大本, Ōmoto) är en modern religion med ursprung i den japanska religionen shinto.

## Bakgrund
Omoto grundades av en kvinna vid namn Deguchi Nao vid år 1892.
Omoto som började som en japansk synkretistisk rörelse på huvudsakligen shintoistisk grund har en lära som till stor del kretsar kring Japan och det japanska folket. Redan i omoto-sin’yu finns dock budskap riktade till hela världen. Detta är grunden för omotos utlandsmission. Denna mission har även inspirerats av de kristna kyrkornas mission i Japan och av Tenri-kyōs, Konkō-kyōs och Zyōdo-sinsyus utlandsmissioner. Det som till slut blev den direkta orsaken till att omoto inledde sin utlandsmission i väst var Bahá’í-missionärernas besök, och införandet av esperanto i omoto och den uppmärksamhet detta fick bland esperantister. Universala Homama Asocio är omotos missionsorganisation. Dess namn anspelar på Zamenhofs homaranismo, och det budskap som den framför har en annan tyngdpunkt än omotos budskap i Japan. U.H.A. har hela tiden propagerat för mänsklighetens enande och förverkligandet av Guds rike på jorden.

## Omoto och esperanto
1887 publicerade Ludvig Lazar Zamenhof i Warszawa det internationella språket esperanto, som var tänkt att bli ett ”allas andra språk”, som alla människor skulle kunna lära sig vid sidan av sitt modersmål. Kring esperanto uppstod en rörelse, där anhängarna förenades av tron på att ett allmänt accepterande av esperanto skulle leda till en fredlig värld. Denna tanke kallas allmänt interna ideo (sv. ’den inre idén’). Zamenhof själv fortsatte med ytterligare ett projekt, en ”allas andra religion” homaranismo (sv. ’mänsklighetstro’). Detta projekt fick dock aldrig samma spridning som esperanto.
Esperanto blev mycket populärt i det tidiga 1900-talets Japan. Onisaburo Deguchi blev främst tilltalad av esperanto som ett sätt att bryta Japans språkliga isolering. Till en början kan Kita Ikkis idéer om esperanto som kommunikationsmedel i ett östasiatiskt japanskt välde ha varit den viktigaste inspirationskällan. Gruppen kring grundaren Nao var inte intresserad av internationella kontakter. Esperanto fick därför inte stöd på bredden i omoto förrän Bahá’í-missionärernas besök 1922-23, då Onisaburo var ensam ledare. Under inflytande från Bahá’í ansåg Onisaburo att österlandet skulle bidra med andligt och västerlandet med materiell framgång i världen. Medlet för detta utbyte var esperanto. Bland de många intellektuella som anslutit sig till Ōmoto ökade snabbt intresset för esperanto. 1923 påbörjades ett intensivt arbete med att anordna esperantokurser för omotoister. Kurserna fick ordentlig fart eftersom den svåra jordbävningen i Tokyo medförde att Tokyos universitet stängdes under flera månader, och studenter kunde använda tiden för att undervisa esperanto. Omoto har anordnat esperantokurser för medlemmar 1923-1935 och åter sedan 1948. 
Andra omotoister har velat att japanska skulle bli världsspråket. Under några år på 1930-talet uttalade Onisaburō sitt stöd för denna uppfattning, och menade att esperanto skulle användas för propaganda, men inte som världsspråk.
Att esperanto fått en sådan stabil roll inom omoto beror på flera orsaker. Onisaburos starka uttalanden för esperanto väger tungt i rörelsen. Esperanto nämns även i ’’Reikai-monogatari’’, som är en av rörelsens heliga skrifter. För japaner är esperanto mycket lättare att lära sig än till exempel engelska. Hidemaru talar om att japaner kan lära sig esperanto på 30-40 % av den tid som behövs för engelska. Ett flertal uttalanden från bl.a. Naohi Deguchi tyder på att omotos användning av esperanto ses som en ’förebild’ för världen. Detta kan förklara dels varför omoto så envist håller fast vid att använda esperanto, men varför många omotoister inte lär sig tillräckligt med esperanto för att kunna använda språket praktiskt. En annan förklaring till detta fenomen är att japaner vanligtvis har mycket liten nytta av att kunna främmande språk. De flesta reser inte utomlands och utländsk litteratur översätts i hög omfattning till japanska. Uttalanden om omoto som ’förebild’ vad gäller esperanto har ofta kommit i samband med att esperantokongresser planerats i Japan eller Kameoka. Omoto har dock alltid även sett esperanto som ett praktiskt hjälpmedel för att bedriva mission, vilket inte har hindrat rörelsen från att även använda andra språk för missionen, till exempel engelska och portugisiska.
Esperanto har hela tiden av omoto varit förknippat med homaranismo. Man har också arbetat aktivt för att förmå den världsfederativa rörelsen och Förenta nationerna att anta esperanto som officiellt språk. Omoto har visat sig vara mycket troget esperanto i dess ursprungliga form, och menat att det utvecklas naturligt liksom andra språk. Man har avvisat olika förslag om reformer i språket innan det är allmänt accepterat. Däremot har man – liksom esperanto-rörelsen i stort – uttalat sig för att förändringar i språket kan komma att beslutas i framtiden då esperanto är allmänt accepterat.

## Världsbild
Omotos uppkomst genom Naos profetior får delvis ses som en reaktion på industrialiseringen och det västliga inflytandet, som enligt profetiorna var orsaken till att de fattiga led nöd.
När omoto påbörjar sin mission på esperanto finns tanken att västerlandet bidrar med industrialisering och materiellt välstånd, men är beroende av österlandets andligt högre nivå. Samma tanken finns med i boken ”Bahá’u’lláh och den nya tidsåldern”, som omoto hade tillgång till sedan 1923. Denna balans mellan västlig materialism och östlig spiritualism tolkas med utgångspunkt från yin och yang, en tolkningsram som omoto använder för att i många olika avseenden förorda balans mellan olika företeelser. Västerlandets materialism och utnyttjande av folken i Asien, framför allt i form av kolonialismen, fördöms kraftigt. De vitas förtryck av Afrika och av svarta i Förenta staterna fördöms vid enstaka tillfällen. Den västerländska materialismen hotar inte bara österlandet utan även freden i Europa.
Tanken på Japans särskilda roll i världen innebär, att österlandet, framför allt Japan och omoto, alltså har uppgiften att förse västerlandet med andlighet, på samma sätt som västerlandet har till uppgift att förse världen med materiella nyttigheter. Japan har den unika rollen av att samtidigt ha del av österlandets andlighet och västerlandets materiella välstånd. Där har det goda både från öst och väst smält samman. På samma sätt har ”kvintessensen” från alla religioner och läror smält samman i omoto. Omoto försökte också få västerlänningarna att bli medvetna om den västerländska kolonialismens förtryck av framför allt asiatiska länder, och om att den västerländska oandligheten var orsaken till att första världskriget ägt rum. Omoto försvarade Japans engagemang i Manchuriet, även när detta möter besvärande skarp kritik i västerlandet. Japan är överbefolkat och eftersom såväl Förenta staterna som Australien är stängda för japansk invandring måste japaner utvandra till andra länder i Östasien som till exempel Manchuriet.
Efter andra världskriget publicerar Oomoto inte artiklar som rör politik, med undantag för artiklar om arbetet med att åstadkomma en världsfederation. Någon gång publiceras artiklar som kritiserar västerländsk materialism.
Även i Ōmotos metafysiska världsbild är yin och yang det grundläggande tankemönstret. Man tar dock avstånd från ateistisk yin-och-yanglära och betonar att gud har skapat anden och kroppen och åstadkommit harmoni mellan dem för att på detta sätt frambringa kraften. Nao och Onisaburo står i ett yin-och-yang-förhållande genom att de har fått flöde från an-darna Izu respektive Mizu. Väster- och österland befinner sig i samma balansförhållande, liksom det materiella och det andliga. Fram till andra världskriget kallas dessa krafter ofta ’ande’ och ’kropp’; efter andra världskriget talas allt oftare om Izu och Mizu. 
Omotos lära om de olika världarna – som förefaller att vara uppbyggd enligt mönster från buddhismen, men även från Emanuel Swedenborg - omfattar å ena sidan den materiella världen och å andra sidan den andliga världen, som i sin tur uppdelas i Guds rike, Mellanregionen och Det mörka riket. Man ger ibland mycket ingående beskrivningar av dessa världar. Efter döden anländer människorna till något av de tre rikena i den andliga världen, beroende på hurdant liv varje människa levt på jorden. Mellanregionen är ett tillstånd där en människa får tillbringa högst 30 år i väntan på att slussas vidare till något av de andra rikena. Redan under livet i den materiella världen har dock människor kontakt med någon av de andliga världarna. 	Tron att ett uttalat ord är besjälat och därför har en magisk verkan är vanlig i Japan och är en del även av Omotos lära. Det viktigaste exemplet på en sådan ’ordsjäl’ som omnämns i missionen i väst är det heliga ordet Kan’nagara Tamatihaemase. Den översätts med ’Må så Guds vilja vara, och må själen gynnas.’ eller med ’Med guds ynnest må jag uppnå ny kraft!’

## Gudsbild
Omotos gudsbild utgår från den japanska religionen shintos kami, som har ett bredare betydelsefält än det svenska ’gud’. En viktig tendens som så småningom växer fram i omotos teologi är en önskan att förena olika religioners gudsbilder. Usitora som uppenbarar sig Nao får med tiden plats i ett panteon, där gudarna indelas i tre nivåer, nämligen:
1. den högste Guden;
2. styrande Gudar på himlen och på jorden;
3. andra gudar.

Gudsnamn från klassisk shinto, buddhism och daoism associeras med varandra och samordnas så att å ena sidan Usitora och Kunitokotati beskrivs som en och samma gud i Izu-systemet (yang, yo) och å andra sidan Hituzisaru, Toyokumonuno, Susanoo och Miro-ku/Maitreya beskrivs som en och samma gud i Mizu-systemet (yin, in). 
Omoto avstår dock från att beskriva sin gudsbild i propagandaskrifterna från 1925-1935. De citat ur de heliga skrifterna som publiceras, utläggs inte, utan får stå okommenterade. En trolig orsak är att man visste att västerlänningar i allmänhet hade mycket svårt att acceptera polyteism, och att man därför inte ville utveckla sin gudsbild alltför mycket. ’’Oomoto, La nova Spirita Movado’’  från 1924 nämner dock gudsnamn som Usitora-no-konzin och Kunitokotati-no-Mikoto utan att för den skull utlägga någon polyteistisk teologi, under det att’’ Kio estas Oomoto?’’  från 1933 genomgående använder ordet Dio (sv. ’Gud’). Detta kan tyda på att man mött kritik mot polyteism bland dem som läst den förstnämnda skriften, och därför ville inta en monoteistisk profil i västmissionens senare skrifter. Dio är också det vanligaste gudsnamnet i Omoto efter andra världskriget. 
Inte förrän i efterskrifterna i de heliga skrifterna som började utkomma på esperanto 1997 beskrivs gudsbildens polyteistiska aspekter noggrant, samtidigt som man betonar att gudsbilden är såväl monoteistisk som panteistisk och polyteistisk. I dessa framgår det att omoto delar in sina gudar i tre olika grupper, för vilka ordet ”gud” skrivs på olika sätt: GUD, Gud resp. gud.
GUD är skaparen Ōkunitokotati eller Amenominakanusi. Denne har avspjälkat sig själv i två Gudar, nämligen himmelsguden Usitora eller Kunitokotati samt jordgudinnan Hituzisaru eller Toyokumonuno, vilka i sin tur genom andarna Izu respektive Mizu tagit gestalt i Nao respektive Onisaburō. 
Vid sidan om dessa finns en tredje grupp lägre gudar. Dessa har en undanskymd roll i omotos mission i väst. Bland dessa återfinns bl.a. avlidna missionärer och esperantos skapare Ludvig Lazar Zamenhof. 
För de tre förstnämnda finns även namnet Ōmoto-sume-ōmikami, som används vid bön till de tre förstnämnda.

## Människosyn
Omotos människosyn bygger på att man ser människan som en Guds skapelse. Gud har skapat människan med en kombination av både ont och gott, för att människan skall vara beroende av att vända sig till Gud. Människan har både ’ande’ och ’kropp’ Anden skall vara överordnad i förhållande till kroppen, vilket leder till att ’själ-över-kropps-tillståndet’ råder. I det motsatta förhållandet, ’kropp-över-själstillståndet’ lever människan på ett helt materialistiskt sätt. Vetenskapen kan inte förstå människan om den enbart undersöker den kroppsliga delen. Man uppmärksammar särskilt de vetenskaper som studerar människan som en psykisk varelse. 	
Människan har i sin ande en funktion, nämligen "vice vaktgud" eller egoismen, som är nödvändig för att hålla kroppen vid liv. En ’rättvis vaktgud’ i människan kämpar mot egoismens dåliga sidor. Dessa två motsatta vaktgudar, samt goda andar från himlen och onda andar från helvetet skapar en jämvikt i människan, så att hon står mellan himmel och helvete med böjelse för båda. På grund av denna jämvikt uppstår viljans frihet, som människan har till skillnad från djuren och växterna. En tredje själslig funktion, förutom de två som nämnts ovan, är ’verklig vaktgud’, som inträder när anden lever i enhet med kroppen. Under 1990-talet tar sig omotos intresse för människans andlighet främst uttrycket att man aktivt kämpar mot hjärndödsbegreppet och organtransplantation från hjärndöda. Ett viktigt begrepp är ’inre flöde’ som innebär inspiration från Gud och från de högre andarna. Vid sidan av det inre flödet som är ett permanent tillstånd, finns också kamigakari eller ’guds-ägande’ som innebär att en gud tillfälligt besätter en människa. Såväl goda som onda gudar kan ta en människa i besittning.

## Frälsning och världsförändring
Omotos lära har ett flertal begrepp som motsvarar olika former av frälsning. Under Naos ledarskap framhölls att en världsförändring genom ett gudomligt ingripande var nära förestående. Redan i Naos tidiga skrifter förutsattes det dock att människorna måste förbereda sig för denna världsförändring. Under Onisaburos ledarskap har människans egen väg till frälsningen i Guds rike efter döden betonats mer. Under samma tid har man också väntat på att Onisaburo skulle framträda som Maitreya och bli ledare i världen. Sedan 1954 har tanken på Omoto som förebild varit dominerande. Genom att Omoto är en ’förebild’ finns Guds rike redan i Ōmoto denna världen, och genom Omoto sprids Guds rike i denna värld. Flera av dessa olika syner på världsförändring har uppmärksammats i Ōmotos mission på esperanto.
Västmissionen 1924-1935 gav inte många instruktioner för människans frälsning. Beskrivningen av hur man mediterar eller ber var sporadisk och bristfällig. Inte förrän 1935, när Parismissionen var nedlagd, redogör ’’Oomoto Internacia’’ ordentligt för hur bön går till. ’Meditationen tinkon-kisin’ som hjälper människan att bl.a. avskiljas från den materiella kroppen och förenas med den gudomliga anden beskrivs vid enstaka tillfällen i Omotos trycksaker. Man koncentrerar sig i stället på begreppet ’tro’ som beskrivs i trycksakerna från 1920- och 30-talet. Läsarna uppmanas ofta att tro på Onisaburo. ’Tro’ beskrivs ibland i mer allmänna ordalag: man skall luta sig mot Gud, rena sin själ eller vända sig mot Gud. Exempel ges på hur tron kan leda till helande. Ibland är dock olyckor en prövning från Gud. Tro kan till slut leda till föreningen mellan Gud och människa. ’Föreningen mellan Gud och människa’ uppkom-mer genom ’inre flöde av gudskaraktär’. Sådant flöde kan en människa motta direkt från den verklige Guden eller indirekt med hjälp av gudar, änglar, helgon, heliga böcker o.s.v. Föreningen inträffar om vi tror på den verklige Guden.
Vid sidan av den enskilda människans väg till frälsning nämns även vägar till mänsklighetens frälsning. Konsten har fått en allt starkare roll i tidskriften ’’Oomoto’’ sedan 1954. Sedan utställningen ”Onisaburōooch hans skolas konst” 1972 och sedan konstkurser för västerlänningar därefter anordnats beskrivs konsten och dess skönhet som ett medel för att föra människan till Gud och att upprätta Guds rike på jorden genom att skönheten i himlen manifesteras på jorden. 
Förhållandet till andra religioner fram till andra världskriget präglades av en tendens att se de andra religionerna som föregångare till omoto, och Onisaburo som den frälsare som hela världen väntade på. Parallellt med detta fanns en vilja till aktivt samarbete med nyandliga rörelser i Asien och Europa. 
Sedan andra världskriget har kritiken mot andra religioner nästan helt försvunnit. Man anser att omoto och andra religioner har samma ursprung och en gemensam mission och arbetar aktivt för detta genom religionsdialog, gudstjänstfirande i varandras lokaler. Den högsta formen av samarbete anses vara gemensam tillbedjan, där representanter för olika religioner ber gemensamt i samma gudstjänst.
Tron på en förenad värld finns redan med i Ohudesaki. Kyotaro ser Japans förening som en modell för en framtida världsfederation. Uppfattningen om hur en sådan skall förverkligas har förändrats. Före andra världskriget ifrågasatte omoto försök att skapa en europeisk federation och invände att detta skulle innebära en risk för att kontinenterna ställdes mot varandra. I stället betonade man behovet av en världsfederation och att esperanto måste vara det förenande språket. (Under 1930-talet förespråkades dock japanska som ett sådant språk.) Man framhöll också att Onisaburo var den lämplige ledaren för en världsfederation. Efter andra världskriget fortsatte omoto att arbeta för en världsfederation genom den världsfederativa rörelsen. Man fortsatte också att arbeta för esperanto i detta sammanhang och nämner också en världsfederation som nödvändig för fred.
En tredje frälsningsväg är världsförändringen, som förebådades av Nao, vilken hela tiden beskrivs som en kvinna som fått ett speciellt uppdrag av Gud, och som skrivit ned Ohudesaki i enlighet med Guds plan. De asketiska sidorna i hennes liv skildras också ingående. 
Fram till 1935 betonas många gånger att Nao hade en funktion som föregångare till Onisaburo. I den västerländska propagandan jämförs de två med Johannes Döparen och Kristus. Sedan 1954 ges de två en mer jämställd roll i propagandan.
Onisaburo ges hela tiden, tillika med Nao, en viktig roll av omoto. Han har ett gudomligt uppdrag att se till att Maitreya-världen kommer till jorden. I Ōmotos västmission fram till 1935 beskrivs Onisaburo som den världsfrälsare som flera olika religioner har väntat på. Han kallas ofta Kristo. Efter andra världskriget fortsätter Onisaburo att inta en viktig roll i väst-missionen fram till 1953. Därefter nämns han betydligt mera sällan i ’’Oomoto’’. 
Naos och Onisaburos framträdande är inledningen för den starka kiliastiska förväntan som präglat omoto. I de äldsta heliga skrifterna i omoto-sin’yu används byggnadstermerna ’nedrivande’ och ’återuppbyggande’ för att beskriva vad som skall hända med världen. 
I missionen mot västerlandet 1924-1935 beskrivs ofta den västerländska materialismen, som bl.a. beror på den urartade kristendomen, som ett stort hot mot världsfreden. Onisaburo försöker därför att förena andliga människor och rörelser i olika länder för att undvika en slutlig katastrof. 
Den nya världen, ofta kallad Maitreya-världen, beskrivs efter 1950 allt oftare som en värld som förverkligas i denna världen, bl.a. genom utövande av konst, användning av esperanto, genom gemensam tillbedjan och genom framsteg i levnadsstandarden. 
Vid sidan av den Maitreya-värld som omoto väntar på räknar man med att Guds rike på jorden redan är förverkligat i omoto, som är axeln i Guds heliga plan och finns i mitten av Guds rike på jorden. Begreppet ’förebild’ användes ytterst sparsamt i trycksaker på esperanto 1924-1935. I stället för att betona omotos passiva roll som förebild, betonas dess aktiva roll. Sedan 1954 är läran om ’förebild’ ett mycket viktigt begrepp i västmissionen. Denna innebär att händelser i världen återspeglas inne i omoto. Det som äger rum inne i omoto kom-mer senare att äga rum i världen utanför. ’Förebild’ tänks verka såväl i förhållandet mellan omoto och Japan, som mellan omoto och världen och verkar nästan mekaniskt. omoto är på detta sätt axeln i Guds heliga plan. Därför måste omotoisterna göra sitt yttersta för att förbättra och försköna omotos inre, särskilt när man lagt märke till att något dåligt speglas in ut-ifrån. Omotoisternas uppgift är att förverkliga Guds rike först i omoto. Tron på ’förebilder’ innebär att omotoisterna inte skall tvivla på att verksamheter som bedrivs i liten skala inom omoto, till exempel konst, gemensam tillbedjan och användning av esperanto kommer att ha mycket stor betydelse för större händelser i världen. Detta är en av de viktigaste uppgifterna Gud har gett omoto. Metafysiskt sett förklaras detta genom att omoto finns i mitten av Guds rike på jorden och är inlindad i en andlig, tät och fast atmosfär. Händelser inom omoto sprider sig därför i form av vågcirklar i världen som en stark andlig energi och förverkligas verkligen på lämpliga platser.

## Ikonografi
Bilder har också haft en given plats i omotos publikationer på esperanto, till exempel: fotografier på religionens ledare och helgedomar, gruppbilder från esperantokongresser, bilder från missionärernas missionsresor i Europa, någon gång teckningar av naturmotiv, av Domo de Homamo och i ett nummer Onisaburos målning av Kannon. 
Från 1954 märks en klar förändring av bildmaterialet i ’’Oomoto’’. Bilder på religionens ledare publiceras allt mer sällan. Däremot blir bilder på kulturhistoriskt intressanta föremål och platser allt vanligare, liksom bilder av traditionella japanska konster. Antalet bilder i tidningen ökar under de kommande årtiondena. Sedan 1981 publiceras tidningens omslag i färg och sedan 1984 är motivet på omslaget alltid ett konstverk.

## Mission på esperanto
1925-1932 bedrev omoto en aktiv mission i västerlandet med pariskontoret som bas. Syftet var att genom trycksaksutgivning och anordnande av föredrag sprida tron på att Onisaburo var en frälsare med ett gudomligt uppdrag. Syftet var att enskilda människor skulle kunna ansluta sig till U.H.A. eller omoto, samt att man skulle bygga upp lokala församlingar, ’filialer’ och bygga en helgedom, det s.k. ’’Domo de Homamo’’. Fram till 1932 hade 375 personer i 31 länder bidragit till helgedomen, men det visade sig allt klarare att endast ett mycket litet antal européer – kanske ett tiotal - verkligen upplevde sig som omotoister, vilket berodde på att församlingsgemenskaper, dogmatisk kunskap och kunskaper om hur omotos riter utförs saknades bland de européer som tilltalades av omotos budskap. De europeiska omotoisterna bodde dessutom spritt och utan möjligheter till personlig kontakt sinsemellan. Omotos lära utgjorde inte något alternativ till kristendomen, eftersom den inte lämnade några ingående svar på frågor som européerna var vana att möta i kristendomen, som till exempel relationen mellan Gud och människa och etik och inte heller gav några alternativ till kristna riter eller kristen församlingsgemenskap. Omotos lära kretsade i stället kring världens metafysiska struktur, politik och en världsförändring som skulle ta sin början i Japan.
Med avbrott för tiden 1935-1950 – alltså åren kring förföljelserna vid det andra omoto-målet och andra världskriget – har omoto fortsatt att använda esperanto för internationella kontakter. Man har gett ut tidskrifterna ’’Oomoto’’ och/eller ’’Oomoto Internaci’’a, ett flertal böcker och dessutom regelbundet anordnat möten vid universella esperantokongresser och vid andra arrangemang, där esperanto används. Sedan 1954 har tidskrifternas beskrivning av Onisaburo som frälsare praktiskt taget försvunnit och ett allmänmänskligt budskap om fred, internationellt samarbete, konst och kultur kommit i förgrunden. Sedan 1997, när omotos heliga skrifter började att utges i bokform på esperanto och portugisiska, kan omoto åter vara på väg in i ett mer aktivt missionsarbete. Publiceringen kan också vara en del av det goda utflöde som skall finnas från omoto, enligt idén om omoto som förebild i världen. 
En särskild roll i omotos mission har konsten, dels genom att omoto har anordnat konstutställningar, och sommarseminarier för traditionella japanska konster, vid vilka även esperanto använts, men också genom att konstverk har haft en viktig roll i omotos tidskrifter och på omotos webbplats.
Bland anhängarna till omoto märks Morihei Ueshiba, eg. Ueshiba Morihei (植芝盛平), 1883-1969, skapare av den japanska kampkonsten Aikido. 